# جام سلطان ازلان شاه
جام سلطان ازلان شاه یک تورنمنت دعوتی بین‌المللی سالانه هاکی روی چمن مردان است که در مالزی برگزار می‌شود. این مسابقات در سال ۱۹۸۳ به عنوان یک مسابقه دوسالانه آغاز شد. این مسابقات پس از بالندگی و محبوبیت، پس از سال ۱۹۹۸ به یک رویداد سالانه تبدیل شد. این مسابقات به افتخار نهمین یانگ دی پرتوان آگونگ (پادشاه) مالزی سلطان ازلان شاه که حامی هاکی روی چمن بود، نامگذاری شده است.
از سال ۲۰۰۷ این مسابقات در ورزشگاه ازلان شاه در شهر ایپوه، ایالت پراک برگزار می‌شود. کوالالامپور و پنانگ نیز میزبان این مسابقات بوده‌اند.

## نتایج
| ۱۹۸۳ جزئیات | کوالالامپور | ۵ | · استرالیا ·                      | ۱–۰                                   | · پاکستان                         | · هند                | رقابت‌های دوره‌ای                      | · مالزی          |
| ۱۹۸۵ جزئیات | ایپوه       | ۴ | · هند ·                           | رقابت‌های دوره‌ای                       | · مالزی                           | · پاکستان            | رقابت‌های دوره‌ای                      | · اسپانیا        |
| ۱۹۸۷ جزئیات | ایپوه       | ۶ | · آلمان غربی · West Germany       | رقابت‌های دوره‌ای                       | · پاکستان                         | · انگلستان           | رقابت‌های دوره‌ای                      | · مالزی          |
| ۱۹۹۱ جزئیات | ایپوه       | ۶ | · هند · India                     | رقابت‌های دوره‌ای                       | · پاکستان                         | · اتحاد جماهیر شوروی | رقابت‌های دوره‌ای                      | · نیوزیلند       |
| ۱۹۹۴ جزئیات | پنانگ       | ۵ | · انگلستان · England              | ۲–۲ (وقت اضافه) (۵–۳ پنالتی شوت اوت)  | · پاکستان                         | · استرالیا           | ۴–۰                                  | · مالزی          |
| ۱۹۹۵ جزئیات | کوالالامپور | ۶ | · هند · India                     | ۲–۲ (وقت اضافه) (۵–۴ پنالتی شوت اوت)  | · آلمان                           | · نیوزیلند           | ۳–۱                                  | · کانادا         |
| ۱۹۹۶ جزئیات | ایپوه       | ۶ | · کرهٔ جنوبی · South Korea         | ۰–۰ (وقت اضافه) (۴–۲ پنالتی شوت اوت)  | · استرالیا                        | · مالزی              | ۲–۲ (وقت اضافه) (۴–۳ پنالتی شوت اوت) | · بریتانیای کبیر |
| ۱۹۹۸ جزئیات | ایپوه       | ۶ | · استرالیا · Australia            | ۱–۱ (وقت اضافه) (۱۰–۹ پنالتی شوت اوت) | · آلمان                           | · کرهٔ جنوبی          | ۱–۰                                  | · نیوزیلند       |
| ۱۹۹۹ جزئیات | کوالالامپور | ۶ | · پاکستان · Pakistan              | ۳–۱                                   | · کرهٔ جنوبی                       | · آلمان              | ۳–۲                                  | · کانادا         |
| ۲۰۰۰ جزئیات | کوالالامپور | ۷ | · پاکستان · Pakistan              | ۱–۰                                   | · کرهٔ جنوبی                       | · هند                | ۴–۱                                  | · مالزی          |
| ۲۰۰۱ جزئیات | کوالالامپور | ۷ | · آلمان · Germany                 | ۳–۲                                   | · کرهٔ جنوبی                       | · استرالیا           | ۴–۳                                  | · پاکستان        |
| ۲۰۰۳ جزئیات | کوالالامپور | ۵ | · پاکستان · Pakistan              | ۱–۰                                   | · آلمان                           | · نیوزیلند           | ۳–۲                                  | · کرهٔ جنوبی      |
| ۲۰۰۴ جزئیات | کوالالامپور | ۷ | · استرالیا · Australia            | ۴–۳                                   | · پاکستان                         | · کرهٔ جنوبی          | ۶–۵                                  | · آلمان          |
| ۲۰۰۵ جزئیات | کوالالامپور | ۷ | · استرالیا · Australia            | ۴–۳                                   | · کرهٔ جنوبی                       | · پاکستان            | ۴–۲                                  | · نیوزیلند       |
| ۲۰۰۶ جزئیات | کوالالامپور | ۸ | · هلند · Netherlands              | ۶–۲                                   | · استرالیا                        | · هند                | ۳–۲                                  | · نیوزیلند       |
| ۲۰۰۷ جزئیات | ایپوه       | ۸ | · استرالیا · Australia            | ۳–۱                                   | · مالزی                           | · هند                | ۱–۰                                  | · کرهٔ جنوبی      |
| ۲۰۰۸ جزئیات | ایپوه       | ۷ | · آرژانتین · Argentina            | ۲–۱                                   | · هند                             | · نیوزیلند           | ۲–۱                                  | · پاکستان        |
| ۲۰۰۹ جزئیات | ایپوه       | ۵ | · هند · India                     | ۳–۱                                   | · مالزی                           | · نیوزیلند           | ۲–۱                                  | · پاکستان        |
| ۲۰۱۰ جزئیات | ایپوه       | ۷ | هند و کرهٔ جنوبی · (برندگان مشترک) | هند و کرهٔ جنوبی · (برندگان مشترک)     | هند و کرهٔ جنوبی · (برندگان مشترک) | · استرالیا           | ۵–۳                                  | · مالزی          |
| ۲۰۱۱ جزئیات | ایپوه       | ۷ | · استرالیا · Australia            | ۳–۲ (وقت اضافه)                       | · پاکستان                         | · بریتانیای کبیر     | ۴–۲                                  | · نیوزیلند       |
| ۲۰۱۲ جزئیات | ایپوه       | ۷ | · نیوزیلند · New Zealand          | ۱–۰                                   | · آرژانتین                        | · هند                | ۳–۱                                  | · بریتانیای کبیر |
| ۲۰۱۳ جزئیات | ایپوه       | ۶ | · استرالیا · Australia            | ۳–۲                                   | · مالزی                           | · کرهٔ جنوبی          | ۲–۱                                  | · نیوزیلند       |
| ۲۰۱۴ جزئیات | ایپوه       | ۶ | · استرالیا · Australia            | ۸–۳                                   | · مالزی                           | · کرهٔ جنوبی          | ۳–۲                                  | · چین            |
| ۲۰۱۵ جزئیات | ایپوه       | ۶ | · نیوزیلند · New Zealand          | ۲–۲ (۳–۱ پنالتی شوت اوت)              | · استرالیا                        | · هند                | ۲–۲ (۴–۱ پنالتی شوت اوت)             | · کرهٔ جنوبی      |
| ۲۰۱۶ جزئیات | ایپوه       | ۷ | · استرالیا · Australia            | ۴–۰                                   | · هند                             | · نیوزیلند           | ۳–۳ (۵–۴ پنالتی شوت اوت)             | · مالزی          |
| ۲۰۱۷ جزئیات | ایپوه       | ۶ | · بریتانیای کبیر · Great Britain  | ۴–۳                                   | · استرالیا                        | · هند                | ۴–۰                                  | · نیوزیلند       |
| ۲۰۱۸ جزئیات | ایپوه       | ۶ | · استرالیا · Australia            | ۲–۱                                   | · انگلستان                        | · آرژانتین           | ۳–۲                                  | · مالزی          |
| ۲۰۱۹ جزئیات | ایپوه       | ۶ | · کرهٔ جنوبی                       | ۱–۱ (۴–۲ پنالتی شوت اوت)              | · هند                             | · مالزی              | ۴–۲                                  | · کانادا         |
| ۲۰۲۰ جزئیات | ایپوه       | ۶ | به دلیل همه‌گیری COVID-19 لغو شد.  | به دلیل همه‌گیری COVID-19 لغو شد.      | به دلیل همه‌گیری COVID-19 لغو شد.  | لغو شد               | لغو شد                               | لغو شد           |
| ۲۰۲۱        | ایپوه       |   | به دلیل همه‌گیری COVID-19 لغو شد.  | به دلیل همه‌گیری COVID-19 لغو شد.      | به دلیل همه‌گیری COVID-19 لغو شد.  | لغو شد               | لغو شد                               | لغو شد           |
| ۲۰۲۲ جزئیات | ایپوه       | ۶ | · مالزی · Malaysia                | ۳–۲                                   | · کرهٔ جنوبی                       | · پاکستان            | ۵–۳                                  | · ژاپن           |
| ۲۰۲۴ جزئیات | ایپوه       | ۶ | · ژاپن · Japan                    | ۲–۲ (۴–۱ پنالتی شوت اوت)              | · پاکستان                         | · نیوزیلند           | ۳–۲                                  | · مالزی          |